# Cantoria
Cantoria là một đô thị thuộc tỉnh Almería, ở cộng đồng tự trị Andalusia, Tây Ban Nha. Đô thị này có diện tích 79 km², dân số năm 2005 là 3565 người.

## Biến động dân số
| 1999  | 2000  | 2001  | 2002  | 2003  | 2004  | 2005  |
| ----- | ----- | ----- | ----- | ----- | ----- | ----- |
| 3,206 | 3,147 | 3,147 | 3,223 | 3,230 | 3,382 | 3,565 |

Nguồn: INE (Tây Ban Nha)